# Pachycara mesoporum
Pachycara mesoporum är en fiskart som beskrevs av Anderson, 1989. Pachycara mesoporum ingår i släktet Pachycara och familjen tånglakefiskar. Inga underarter finns listade i Catalogue of Life.